# Montjoie-Saint-Martin
Montjoie-Saint-Martin – miejscowość i gmina we Francji, w regionie Normandia, w departamencie Manche.
Według danych na rok 1990 gminę zamieszkiwało 268 osób, a gęstość zaludnienia wynosiła 36 osób/km² (wśród 1815 gmin Dolnej Normandii Montjoie-Saint-Martin plasuje się na 624. miejscu pod względem liczby ludności, natomiast pod względem powierzchni na miejscu 686.).